# جاهای دیدنی و مراکز خرید دهلی هند
دهلی یک شهر شلوغ و رنگارنگ هند، میزبان میلیونها گردشگران از سراسر جهان است که به محض ورود به فرودگاه دهلی، به یکی از اصلی‌ترین مناطق توریستی دهلی که در سرتاسر شهر پراکنده هستند، می‌روند و تعطیلات خود را در در هتل‌های نوساز و مجهز این منطقه سپری می کننددهلی از زمان‌های تاریخی، به عنوان یک مقصد مورد علاقه برای خریداران باقی مانده‌است.
از دهکده‌های سنتی تا مراکز پرطرفدار مدرن، دهلی همه چیز را برای مشتری ارائه می‌دهد. گزارش شده‌است که بازار خیابان‌های دهلی نو در مقایسه با مراکز گردشگری بیشتر است. از آنجا که هر کسی نمی‌تواند در فروشگاه‌ها یا فروشگاه‌های مارکدارانه خرید کند، اکثر ساکنان به خیابان‌ها خیانت می‌کنند. کیفیت کالا از بازار به بازار متفاوت است
دومین شهر بزرگ هند دهلی است و دهلی نو، پایتخت هند، قسمتی از این شهر بسیار بزرگ است. دهلی طبق سرشماری سال ۲۰۰۵ با جمعیتی برابر ۱۵٫۶۷۵٬۴۵۹ نفر جمعیت مرکزی و بیش از ۲۳ میلیون نفر در کلان‌شهر دهلی یکی از بزرگترین شهرهای هند به حساب می‌آید و با قدمتی بیش از ۵۰۰۰ سال به همراه شهرهای دمشق و بنارس از قدیمی‌ترین شهرهای جهان محسوب می‌شود. این شهر تاکنون ۱۱ بار در جنگ‌ها ویران گشته و از نو ساخته شده‌است. شهر دهلی یکی از قدیمی‌ترین ناحیه مسکونی جهان به‌شمار می‌رود که تاکنون همواره قابل سکونت بوده‌است.
جاذبه‌های گردشگری شهر دهلی
در این شهر زیبا (دهلی) اماکن تاریخی و گردشگری زیادی موجود است و این شهر از ظرفیت قابل قبولی برای پذیرایی گردشگران برخوردار است. از مهمترین مکان‌های گردشگری در دهلی، می‌توان به مراکز زیر اشاره کرد:

## قلعه سرخ (رد فورت یا لال قلعه)
این مکان، یکی از بزرگترین اماکن گردشگری دهلی است؛ که دستور ساخت این قلعه را شاه جهان امپراتور گورکانی، وقتی که پایتخت خود را از شهر اگرا به شهر دهلی تغییر داد، صادر کرد. این قلعه زیبا به وسیله دیواری از سنگهای قرمز رنگ ساخته شده‌است که طول آن ۵/۲ کیلومتر و ارتفاع آن از ۱۶ تا ۳۳ متر است.

## مسجد جامع دهلی
مسجد جامع دهلی یا «مسجد جهان‌نما» از بزرگترین مساجد هندوستان و از باشکوهترین مساجد در جهان اسلام است. این بنا به دستور شاه جهان سازنده تاج محل در سال ۱۶۵۶ میلادی ساخته شده‌است. این مسجد که روبروی قلعه سرخ، در قسمت دهلی قدیم قرار دارد، یکی از مراکز مهم مسلمانان هند به‌شمار می‌رود. محوطه خارجی این مسجد می‌تواند بیش از ۲۵ هزار نمازگزار را در خود جای دهد و ازجمله اشیاء باستانی که در این مسجد نگهداری می‌شود، قرآنی است که روی پوست آهو نوشته شده استبرای ساخت این مسجد ۵۰۰۰ کارگر به مدت بیش از ۶ سال کار کرده‌اند. سقف این مسجد دارای سه گنبد است که روی آن‌ها با مرمرهای سیاه و سفید تزیین شده‌است. دو مناره این مسجد دارای ۴۰ متر ارتفاع هستند.

## آرامگاه همایون
آرامگاه همایون یا «همایون تمب» آرامگاه همایون است که به نصیر الدین همایون مشهور بود، او دومین پادشاه امپراتوری مغولی هند یا گورکانیان هند بود. این مقبره در منطقه نظام الدین و در مرکز شهر دهلی قرار دارد. این بنا مربوط به قرن شانزدهم میلادی است و از جاذبه‌های گردشگری پایتخت هند به‌حساب می‌آید. آرامگاه همایون اولین باغ ایرانی ساخته شده در شبه‌قاره هند است.

## بازار خرده فروشی در دهلی
'کانتکت محل از جمله Janpath و Palika Bazaar.
بازار چاندنی چوک (Chandni Chowk) این بازار از قرن ۱۷ مضغول به کار است.
کارول باغ
فروشگاه نانگلو جانتا (Nangloi janta market)
ساروجینی نگار(Sarojini Nagar)
خان بازار(Khan Market)گران‌ترین خرده فروشی در هند، از نظر اجاره در هر فوت مربع.
دیل هات، اینا و پیتامپورا (Dilli Haat, INA and Pitampura) شرکت‌های دولتی امکان نمایش نقاشان نقاشی از هنرمندان منطقه ای و صنایع دستی خود مانند جواهرات بامبو و قوطی، مقالات چوبی چوبی و حیوانات پاپای ماش را نشان می‌دهند. امپراتوریهای دولتی در نزدیکی ساناد مارگ